# استافیلوکوک سشیوری
استافیلوکوک سشیوری، کوکسی گرم مثبت، کواگولاز منفی و اکسیداز مثبت در جنس (سرده) استافیلوکوک است.
استافیلوکوک سشیوری، استافیلوکوک ساپروفیتیکوس و استافیلوکوک هومینیس زیرگونه نووبیوسپتیکوس همگی به نووبیوسین مقاوم هستند. استافیلوکوک سشیوری دارای سه زیرگونه با نام‌های کارناتیکوس (به لاتین: carnaticus)، رودنتیوم (به لاتین: rodentium) و سشیوری (به لاتین: sciuri) است. استافیلوکوک سشیوری، تنها گونه از استافیلوکوک‌هاست که آنزیم اکسیداز را تولید می‌کند زیرا دارای سیتوکروم c اکسیداز (به انگلیسی: cytochrome c oxidase) است. این گونه، قرابت نزدیکی با جنس ماکروکوک (به لاتین: Macrococcus) دارد.